# 갈비연골

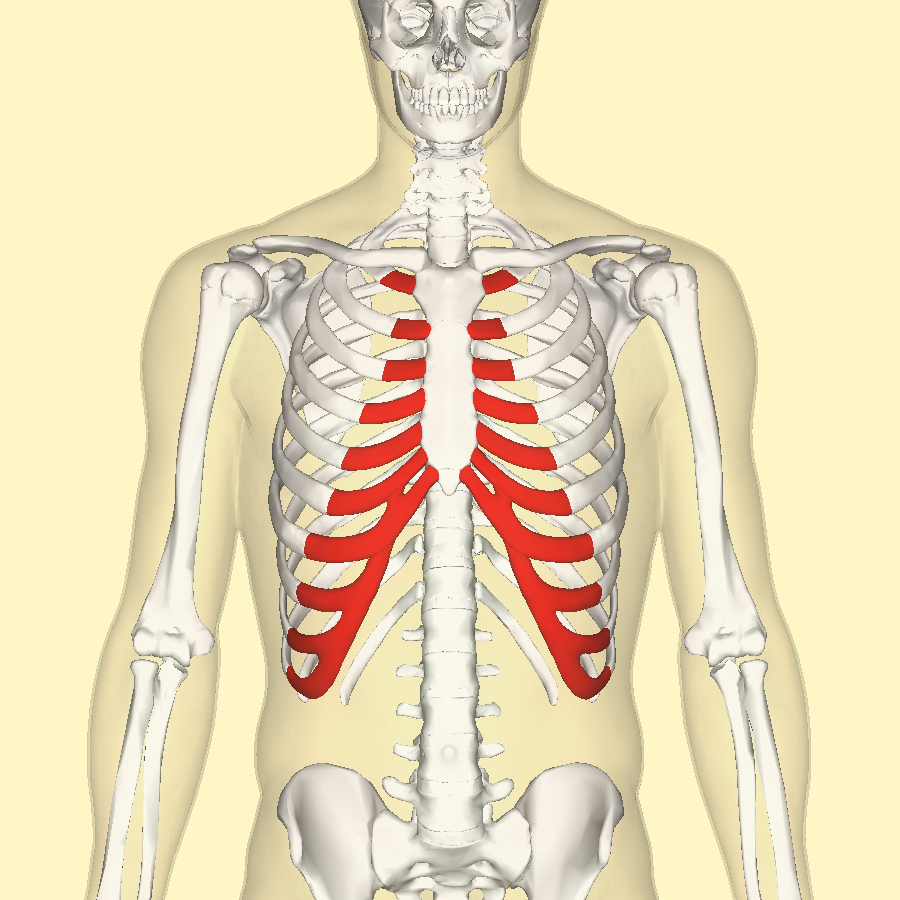

갈비연골(costal cartilage), 또는 늑연골은 갈비뼈를 앞으로 늘어나게 하고 가슴벽의 확장에 기여하는 유리연골의 막대 부분이다.

## 갈비뼈 1~12와의 관계
갈비뼈처럼 갈비연골은 길이와 방향이 다양하다. 갈비뼈 1~7번까지는 길이가 늘어나지만 그 이후로 갈비뼈 12번까지는 줄어든다.

## 같이 보기
- 흉곽
- 갈비뼈